# Croix de chemin des Fargues
La croix de chemin des Fargues est une croix monumentale pivotante située sur le territoire de la commune de Vindrac-Alayrac, en France. La particularité de cette croix est qu'elle est pivotante.

## Généralités
La croix est située sur le « premier plan des coteaux », près du hameau des Fargues sur le territoire de la commune de Vindrac-Alayrac, dans le département du Tarn, en région Occitanie, en France. 

## Historique
La croix date du XVe siècle et a été utilisée au cours de l'histoire comme « protecteur des cultures » en cas d'orages. 
La croix est classée au titre des monuments historiques par arrêté 15 septembre 1905.
Devant l'état de dégradation de la croix déjà remarqué au cours du XXe siècle, une copie de la croix est créée et remplace la croix originale qui est déplacée à l'abri dans le Musée Charles-Portal au cours de l'année 2017,.

## Description
La croix est pivotante : elle est fichée dans le moyeu d'une meule à grain. Cela permettait ainsi de tourner la croix en direction du temps menaçant, implorant la protection des cultures des destructions. 
Les dimensions de la croix sont de 1,69 mètre de hauteur pour 65 centimètres de large. Elle présente une riche iconographie pour ce type de croix : Sur les faces de la croix sont représentés un Christ en croix d'un côté, et une Vierge à l'enfant de l'autre. Aux quatre coins de la croix, quatre personnages sont sculptés (deux en tenue militaire, un au turban, un dernier avec un vase). Une iconographie est également présente sur chaque face du fût : l'évêque saint Martin, des hommes à genoux, une femme priant et saint Martin à cheval.